# Oldhamita
L'oldhamita és un mineral de la classe dels sulfurs que pertany al grup de la galena. Va ser descrita per primera vegada l'any 1862 a partir d'una mostra obtinguda del meteorit The Bustee trobat a Gorakhpur (Uttar Pradesh, Índia). Rep el seu nom en honor del geòleg irlandès Thomas Oldham (1816–1878), director del Servei Geològic Indi entre 1850 i 1876.

## Característiques
L'oldhamita és sulfur de calci de fórmula química CaS. A més dels elements de la seva fórmula, acostuma a tenir impureses de magnesi, ferro, sodi i coure. Cristal·litza en el sistema isomètric en nòduls d'un sol cristall de fins a 3 mm de llarg. La seva duresa a l'escala de Mohs és 4.
Segons la classificació de Nickel-Strunz, l'oldhamita pertany a «02.CD - Sulfurs metàl·lics, M:S = 1:1 (i similars), amb Sn, Pb, Hg, etc.» juntament amb els següents minerals: herzenbergita, teal·lita, alabandita, altaïta, clausthalita, galena, niningerita, keilita, cinabri i hipercinabri.

## Formació i jaciments
L'oldhamita apreix com una fase mineral intersticial entre els minerals silicats d'acondrites enstatítiques i també en acondrites. Ha estat trobada a Alemanya, Algèria, l'Antàrtida, Austràlia, l'Azerbaidjan, el Canadà, Estonia, Finlàndia, França, l'Índia, Malawi, el Marroc, Nova Zelanda, Nigèria, el Pakistan, Polònia, Rússia, el Sàhara Occidental, Sud-àfrica, el Sudan, Tanzània, la Xina i el Iemen; en la gran majoria de casos en meteorits.
Sol trobar-se associada amb altres minerals com: enstatita, augita, niningerita, osbornita, guix, calcita i troilita.